# 蒲村
蒲村（かばむら）は静岡県の西部、長上郡・浜名郡に属していた村である。現在の浜松市中央区東部にあたる。

## 地理
- 河川：芳川

## 歴史
- 1889年（明治22年）4月1日 - 町村制の施行により、神立村、将監名村、西塚村、上西村、丸塚村、上新屋村、植松村、宮竹村、大蒲村、下村が合併して長上郡蒲村が発足。
- 1896年（明治29年）4月1日 - 郡制の施行により所属郡が浜名郡に変更。
- 1939年（昭和14年）7月1日 - 浜松市に編入。同日蒲村廃止。
- 2007年（平成19年）4月1日 - 浜松市が政令指定都市に移行し、旧村域は東区の所属となる。
- 2024年（令和6年）1月1日 - 浜松市の行政区再編に伴い、旧村域が中央区となる。

## 交通

### 鉄道路線
- 浜松電気鉄道（遠州鉄道の子会社）
  - 中ノ町線（1937年廃止）
    - 植松駅 - 放送局前駅

上記のほか、鉄道省東海道本線が村域を通過していたが、駅は所在しなかった。